# Stuhlfelden
Stuhlfelden település Ausztriában, Salzburg tartományban a Zell am See-i járásban található. Területe 29,74 km², lakosainak száma 1 536 fő, népsűrűsége pedig 52 fő/km² (2014. január 1-jén). A település 800 méteres tengerszint feletti magasságban helyezkedik el.
A település részei:
- Bam (63 fő, 2015. január 1-jén[3])
- Dürnberg (71)
- Pirtendorf (220)
- Stuhlfelden (1107)
- Wilhelmsdorf (98)

## Fordítás
Ez a szócikk részben vagy egészben  a   Stuhlfelden című angol Wikipédia-szócikk ezen változatának fordításán alapul.  Az eredeti cikk szerkesztőit annak laptörténete sorolja fel. Ez a jelzés csupán a megfogalmazás eredetét és a szerzői jogokat jelzi, nem szolgál a cikkben szereplő információk forrásmegjelöléseként.